# Phyllis Harding
Pour les articles homonymes, voir Harding.
Phyllis Harding, née le 15 décembre 1907 à Wandsworth et morte le 16 novembre 1992 à Rugby, est une nageuse britannique.

## Carrière
Phyllis Harding est médaillée d'argent du 100 mètres dos aux Jeux olympiques de 1924 à Paris. Éliminée en séries du 100 mètres dos aux Jeux olympiques de 1928 à Amsterdam, la Britannique termine quatrième de la finale du 100 mètres dos aux Jeux olympiques de 1932 à Los Angeles et septième aux Jeux olympiques de 1936 à Berlin.
Aux Championnats d'Europe, elle obtient en 1927 une médaille de bronze sur 100 mètres dos et en 1931 une médaille d'argent sur 4 x 100 mètres nage libre et une médaille de bronze sur 100 mètres dos.
Elle intègre l'International Swimming Hall of Fame en 1995.